# 翡翠1台
翡翠1台（英語：TVB1）是電視廣播（美國）有限公司擁有的一條以粵語廣播為主的綜合娛樂頻道，該頻道的節目編排時間主要是以東岸為準，提供東岸訊息。

## 歷史與發展
翡翠1台於1984年成立。
翡翠1台從啟播至2012年11月18日在美國曾透過DIRECTV使用第450頻道收看，同日在美國透過Dish Network使用第9988頻道收看。

## 節目
翡翠1台的節目編排時間以東岸為準，本頻道與以西岸為準的翡翠2台所播放的節目內容不同，本頻道主要播放TVB劇集、新聞報道、娛樂綜藝資訊節目、無綫新聞台即日新聞、時事探討節目、生活資訊及旅遊節目、現代資訊及綜藝節目、音樂及競賽節目、娛樂追星訪談節目以及兒童節目，還有在美國當地製作而播放的節目《美國新聞》及《財經新聞》。
翡翠1台播的電視劇通常都比翡翠台及翡翠娛樂台播的舊。

## 外部連結
- 電視廣播(美國)有限公司相關網站 - 翡翠1台 （页面存档备份，存于）
- 電視廣播(美國)有限公司官方網站 （页面存档备份，存于）